# Résidence d'État
« Palais présidentiel » redirige ici. Pour les autres significations, voir Palais présidentiel (homonymie).

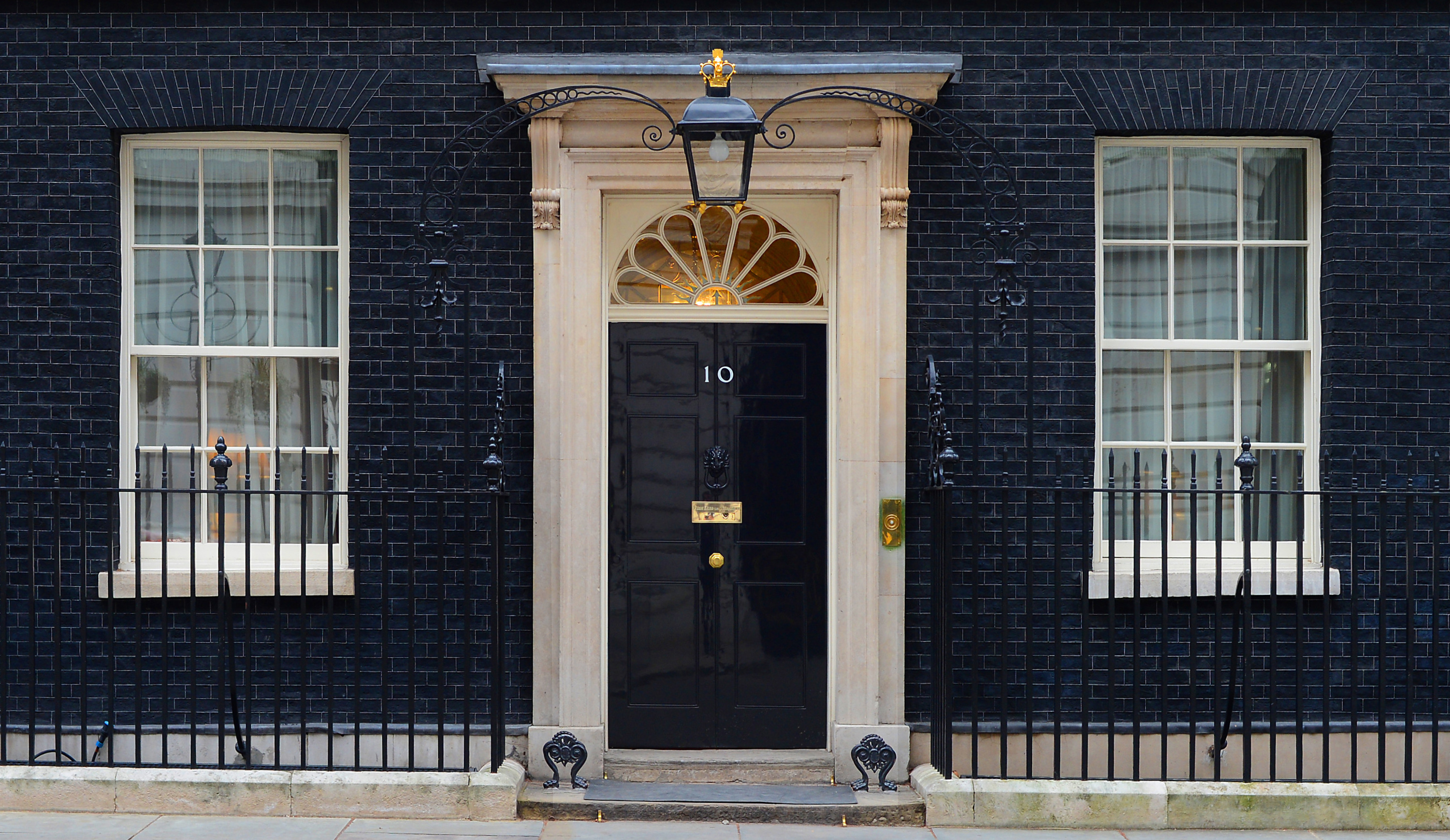
Le 10 Downing Street à Londres, résidence officielle du Premier ministre du Royaume-Uni.

Une résidence d'État ou résidence officielle est une demeure appartenant à un État et qui a pour fonction d'abriter un chef d'État ou un chef de gouvernement dans l'exercice de ses fonctions ou pendant la durée de son mandat.
On peut également parler de « palais d'État » dans le cas de résidences somptueuses dont l'architecture et l'environnement ont été élevés pour donner plus de lustre à la fonction impériale, royale, princière, vice-royale ou présidentielle.
Dans la plupart des démocraties actuelles, les résidences d'État sont d'anciennes demeures royales édifiées au cours de l'histoire par les souverains et princes régnants, soit pour gouverner, soit pour simplement se reposer. Depuis l'antiquité, la personne d'un souverain s'est toujours accompagnée d'un minimum de rites liés à la fonction royale, rites et fastes organisés et réalisés par les membres de l'entourage royal, puissants, seigneurs importants, clergé ou prêtres. Ces rites ont toujours nécessité des lieux vastes et les cérémonies des objets liés à la personnalisation de la fonction du chef d'État.
La résidence du chef d'État nécessite généralement la présence au minimum d'une administration gouvernementale (cabinet, état-major, ou maison), du personnel domesticité et d'entretien, ainsi que les logements et locaux nécessaires à la vie quotidienne.

## Résidences des monarques
Dans les monarchies, les résidences du souverain ne sont pas toutes des résidences officielles. À celles qui appartiennent à la Couronne, au domaine royal, s'ajoutent celles qu'il peut posséder en privé ou user provisoirement tout en n'en étant pas propriétaire. En revanche, certaines résidences des gouverneurs, baillis, préfets, etc. chargés de le représenter dans les parties de son État, peuvent d'une certaine manière être assimilées à des résidences d'État, similaires aux préfectures françaises.
Dans le cas où un trône a été perdu par une dynastie, les résidences privées ont parfois été laissées ou rendues à l'ancienne famille souveraine. Chaque pays est en cela un cas particulier.

### Résidences de monarques en Afrique
- Palais royal (Rabat), résidence du roi du Maroc, mais l'actuel roi Mohammed VI n'y vit pas[1].

### Résidences de monarques en Asie
- Palais d'Al-Yamamah (Riyad), résidence du roi d'Arabie saoudite
- Palais de Dechencholing (Thimphou), résidence du roi du Bhoutan, mais l'actuel roi réside au palais de Samteling (en)
- Palais Nurul Iman (Bandar Seri Begawan), résidence du sultan du Brunei
- Palais royal (Phnom Penh), résidence du roi du Cambodge
- Qasr Al Watan (en) (Abou Dabi), résidence du président des Émirats arabes unis[2]
- Kōkyo (« Résidence impériale » en japonais) (Tokyo), résidence de l'empereur du Japon
- Palais de Raghadan (Amman), résidence du roi de Jordanie
- Palais Bayan (en) (Koweït), résidence de l'émir du Koweït
- Istana Negara (en) (Kuala Lumpur), résidence du roi de Malaisie
- Palais royal (Mascate), résidence du sultan d'Oman
- Emiri Diwan (Doha), résidence de l'émir du Qatar
- Palais royal (Bangkok), résidence du roi de Thaïlande, les souverains résidant au palais Chitralada

### Résidences de monarques en Europe
- Château de Laeken (Bruxelles), résidence du roi des Belges
- Palais Amalienborg (Copenhague), résidence du roi du Danemark, qui réside également au palais de Fredensborg
- Palais royal de Madrid (Madrid), résidence du roi d'Espagne, les souverains résidant au palais de la Zarzuela
- Château de Vaduz (Vaduz), résidence du prince du Liechtenstein
- Palais grand-ducal (Ville de Luxembourg), résidence du grand-duc de Luxembourg
- Palais princier de Monaco (Monaco), résidence du prince de Monaco
- Palais royal d'Oslo (Oslo), résidence du roi de Norvège
- Huis ten Bosch (La Haye), résidence du roi des Pays-Bas
- Palais de Buckingham (Londres), résidence du roi du Royaume-Uni, qui réside essentiellement au château de Windsor et jouit d'autres résidences (privées ou appartenant à la Couronne, voir Liste des résidences de la famille royale britannique)
- Palais royal de Stockholm (Stockholm), résidence du roi de Suède, les souverains résidant au château de Drottningholm
- Palais du Vatican, résidence du pape, souverain du Vatican

### Résidences de monarques en Océanie
- Palais royal des Tonga (Nuku'alofa) résidence du roi des Tonga

## Résidences des présidents
Dans certaines républiques, quand le régime a succédé à une ancienne royauté ou empire, les résidences officielles sont parfois occupées par le chef de l'État républicain.
C'est le cas notamment en Italie, en Autriche et dans la république tchèque, où les présidences respectives sont installées
au palais du Quirinal, à la Hofburg, et au château de Prague. Ce fut également le cas en France pour l'ancien palais des Tuileries (détruit), à l'époque de la deuxième République.
Dans d’autres républiques, quand le régime indépendant a succédé à une ancienne colonie d'un empire, les anciennes résidences vice-royales sont parfois occupées par le chef de l'État républicain. Deux tels cas sont l'Inde et l'Irlande.

### Résidence des présidents de la République en Afrique
- Mahlamba Ndlopfu (Pretoria), résidence du président de la république d'Afrique du Sud
- Palais d'El Mouradia (Alger), résidence du président de la République algérienne démocratique et populaire
- Palais rose (pt), résidence du président de la république d'Angola
- Palais de la Marina (Cotonou), résidence du président de la république du Bénin
- Palais de Kosyam (Ouagadougou), résidence du président du Burkina Faso
- Palais de l'Unité (Yaoundé), résidence du président de la république du Cameroun
- Palais présidentiel (Praia), résidence du président de la république du Cap-Vert
- Palais de la Renaissance (Bangui), résidence du président de la République centrafricaine
- Palais de Beit-Salam, résidence du président des Comores
- Palais du Peuple (Brazzaville), résidence du président de la république du Congo
- Palais de la Nation (Kinshasa), résidence du président de la république démocratique du Congo
- Palais présidentiel (Yamoussoukro), résidence du président de la république de Côte d'Ivoire
- Palais d'el-Orouba (Le Caire), résidence du président de la république arabe d'Égypte
- Palais présidentiel (en) (Asmara), résidence du président de l'État d'Érythrée
- Palais national (Addis-Abeba), résidence du président de la république démocratique fédérale d'Éthiopie
- Palais du bord de mer (Libreville), résidence du président de la République gabonaise
- State House (en) (Banjul), résidence du président de la république de Gambie
- Jubilee House (en) (Accra), résidence du président de la république du Ghana
- Palais Sékhoutouréya (Conakry), résidence du président de la république de Guinée
- Palais présidentiel (Bissau), résidence du président de la république de Guinée-Bissau
- Palais présidentiel (es) (Malabo), résidence du président de la république de Guinée équatoriale
- Palais d'État (Nairobi), résidence du président de la république du Kenya
- Executive Mansion (Monrovia), résidence du président de la république du Liberia
- Palais d'Iavoloha, résidence du président de la république de Madagascar ; le président dispose également du palais d'Ambohitsorohitra à Antananarivo
- Palais de Koulouba (Bamako), résidence du président de la république du Mali
- Château du Réduit (en) (Moka), résidence du président de la république de Maurice
- Palais présidentiel (Nouakchott), résidence du président de la république islamique de Mauritanie
- Palais de Ponta Vermelha (pt) (Maputo), résidence du président de la république du Mozambique
- Palais d'État (Windhoek), résidence du président de la république de Namibie
- Palais présidentiel (Niamey), résidence du président de la république du Niger
- Aso Rock Presidential Villa (Abuja), résidence du président de la république fédérale du Nigeria
- Urugwiro (Kigali), résidence du président de la république du Rwanda
- Palais présidentiel (São Tomé), résidence du président de la république démocratique de Sao Tomé-et-Principe
- Palais de la République (Dakar), résidence du président de la république du Sénégal
- State House, (Victoria) résidence du président de la république des Seychelles
- State House (en), (Freetown) résidence du président de la république de Sierra Leone
- Villa Somalia (Mogadiscio), résidence du président de la République fédérale somalienne
- Palais de la République (en) (Khartoum), résidence du président de la république du Soudan
- Palais d'État (Dar es Salam), résidence du président de la république unie de Tanzanie
- Palais rose (N'Djaména), résident du président de la république du Tchad
- Palais présidentiel (Carthage), résidence du président de la République tunisienne
- State House (en) (Harare), résidence du président de la république du Zimbabwe

### Résidences de présidents de la République en Amérique
- Casa Rosada (Buenos Aires), résidence du président de la Nation argentine
- Casa Grande del Pueblo (La Paz), résidence du président de l'État plurinational de Bolivie
- State House (Saint Michael), résidence du président de la Barbade
- Palácio da Alvorada (Brasilia), résidence du président de la république fédérative du Brésil
- La Moneda (Santiago), résidence de la président de la république du Chili
- Casa de Nariño (Bogota), résidence du président de la république de Colombie
- Casa Presidencial (San José), résidence du président de la république du Costa Rica
- Palais de la Révolution (es) (La Havane), résidence du président de la république de Cuba
- Government House (en) (Roseau), résidence du président du Commonwealth de la Dominique
- Palais Carondelet (Quito), résidence du président de la république de l'Équateur
- Casa Presidencial (es) (Guatemala), résidence du président de la république du Guatemala
- Maison-Blanche (Washington), résidence du président des États-Unis
- State House (Georgetown), résidence du président de la république coopérative du Guyana
- Palais national (Port-au-Prince), résidence du président de la république d'Haïti[3]
- Maison présidentielle (Tegucigalpa), résidence de la présidente de la république du Honduras
- Los Pinos (Mexico), résidence du président des États-Unis mexicains
- Palacio de las Garzas (Ville de Panama), résidence du président de la république du Panama
- Palais des López (Asunción), résidence du président de la république du Paraguay
- Palais du Gouvernement (Lima) résidence du président de la république du Pérou
- Palais national (Saint-Domingue), résidence du président de la République dominicaine
- Casa Presidencial (es) (San Salvador), résidence du président de la république du Salvador
- Palais présidentiel (Paramaribo), résidence du président de la république du Suriname
- Maison du président (Port-d'Espagne), résidence de la présidente de la république de Trinité-et-Tobago
- Tour Exécutive (Montevideo), résidence du président de la république orientale de l'Uruguay
- Palais de Miraflores (Caracas), résidence du président de la république bolivarienne du Venezuela

### Résidences de présidents de la République en Asie
- Palais présidentiel (Kaboul), résidence du président de la république islamique d'Afghanistan
- Résidence présidentielle (Erevan), résidence du président de la république d'Arménie
- Palais présidentiel de Zagulba (en) (Bakou), résidence du président de la république d'Azerbaïdjan
- Bangabhaban (Dacca), résidence du président de la république populaire du Bangladesh
- Palais présidentiel (en) (Naypyidaw), résidence du Président de la République de l'Union de Birmanie[4]
- Zhongnanhai (Pékin), résidence du président de la république populaire de Chine
- Palais présidentiel (en) (Nicosie), résidence du président de la république de Chypre
- Résidence Ryongsong (Pyongyang), dirigeant de la Corée du Nord[5]
- Maison Bleue (Séoul), résidence du président de la république de Corée (Corée du Sud)
- Palais présidentiel (Tbilissi), résidence du président de la Géorgie
- Rashtrapati Bhavan (New Delhi), résidence du président de l'Inde
- Palais de l'Indépendance, en indonésien Istana Merdeka (Jakarta), résidence du président de la république d'Indonésie
- Palais de Saadabad (Téhéran), résidence du président de la république islamique d'Iran[6]
- Beit HaNassi (Jérusalem), résidence du président de l'État d'Israël
- Ak Orda (Astana), résidence du président de la république du Kazakhstan
- Maison-Blanche (Bichkek), résidence du président de la République kirghize
- Palais présidentiel (Vientiane), résidence du président de la République démocratique populaire lao
- Palais présidentiel de Baabda (Beyrouth), résidence du président de la République libanaise
- Muliaage (Malé), résidence du président de la république des Maldives
- Palais du gouvernement (en) (Oulan-Bator), résidence du président de l'État de Mongolie[7]
- Oq Saroy (en) (Tachkent), résidence du président de la république d'Ouzbékistan
- Palais présidentiel (en) (Islamabad), résidence du président de la république islamique du Pakistan
- Palais de Malacañan (Manille), résidence du président des Philippines
- Istana, résidence du président de la république de Singapour
- Maison présidentielle (en) (Colombo), résidence du président du Sri Lanka
- Palais présidentiel (Damas), résidence du président de la République arabe syrienne
- Palais présidentiel (Taipei), résidence de la présidente de la république de Chine (Taïwan)
- Palais Nicolau Lobato (Dili), résidence du président de la république démocratique du Timor oriental
- Palais du Türkmenbaşy (Achgabat), résidence du président de la république du Turkménistan
- Palais présidentiel (Ankara), résidence du président de la république de Turquie
- Palais présidentiel (Hanoï), résidence du président du Viêt Nam
- Palais présidentiel (en) (Sanaa), résidence du président de la république du Yémen

### Résidences de présidents de la République en Europe
- Palais présidentiel (en) (Tirana), résidence du président de la république d'Albanie
- Château de Bellevue (Berlin), résidence du président de la république fédérale d'Allemagne
- Hofburg (Vienne), résidence du président fédéral de la république d'Autriche
- Palais présidentiel (ru) (Minsk), résidence du président de la république de Biélorussie
- Bâtiment de la Présidence (Sarajevo), résidence de la présidence de la Bosnie-Herzégovine (constituée de 3 présidents)
- Largo (Sofia), résidence du président de la république de Bulgarie[8]
- Palais présidentiel (Zagreb), résidence du président de la république de Croatie
- Palais présidentiel (Tallinn), résidence du président de la république d'Estonie
- Palais présidentiel (Helsinki), résidence du président de la république de Finlande
- Palais de l'Élysée (Paris), résidence du président de la République française (résidences secondaires : La Lanterne, fort de Brégançon)
- Palais présidentiel d'Athènes (Athènes), résidence du président de la République hellénique
- Palais Sándor (Budapest), résidence du président de la république de Hongrie
- Áras an Uachtaráin (Dublin), résidence du président de la république d'Irlande
- Bessastaðir (Garðabær), résidence du président de l'Islande
- Palais du Quirinal (Rome), résidence du président de la République italienne
- Château de Riga (Riga), résidence du président de la république de Lettonie
- Prezidentūra (Vilnius), résidence du président de la république de Lituanie
- Villa Vodno (Skopje), résidence du président de la république de Macédoine du Nord
- Palais Saint-Antoine (Attard), résidence de la présidente de Malte
- Palais présidentiel (Chișinău), résidence du président de la république de Moldavie
- Palais Koniecpolski (Varsovie), résidence du président de la république de Pologne
- Palais du Belvédère (Varsovie), résidence alternative du président de la république de Pologne
- Palais national de Belém (Lisbonne), résidence du président de la République portugaise
- Palais Cotroceni (Bucarest), résidence du président de la Roumanie
- Kremlin (Moscou), résidence du président de la fédération de Russie (résidence secondaire : Novo-Ogaryovo)
- Novi dvor (Belgrade), résidence du président de la république de Serbie
- Palais Grassalkovitch (Bratislava), résidence de la présidente de la République slovaque
- Palais présidentiel (Ljubljana), résidence du président de la république de Slovénie, abritant également le siège du gouvernement
- Château de Prague (Prague), résidence du président de la République tchèque
- Palais Mariinsky (Kiev), résidence du président de l'Ukraine

### Résidence de présidents de la République en Océanie
- Government House (en) (Suva), résidence du président de la république des Fidji
- State House (Meneng), résidence du président de la république de Nauru

## Résidences des gouverneurs
Aux États-Unis, dans les royaumes du Commonwealth et dans les dépendances de la couronne britannique, le gouverneur joue un rôle de quasi chef d'État. Des palais ou propriétés de fonctions sont établis par le gouvernement pour assurer le fonctionnement des services du Gouverneur, ainsi que les réceptions et événements protocolaires induits par la fonction. Dans la Rome antique, les gouverneurs avaient ainsi un palais officiel.
C'est dans son Palais (situé à Jérusalem, à l'angle nord-ouest de la montagne du Temple) que Ponce Pilate interroge le Christ. Aux États-Unis, on parle de Governor's Mansion ou Governor's Residence. Dans les royaumes du Commonwealth et dans les dépendances britanniques, on parle de Government House. La résidence du gouverneur-général du Canada à Ottawa a un nom spécifique : Rideau Hall. La résidence du gouverneur de Gibraltar aussi a un nom spécifique : The Convent (en).

## Résidences des chefs de gouvernement
Comme pour le chef d'État, le chef du gouvernement est également logé par l'État. La résidence du premier ministre britannique est par exemple le fameux 10, Downing Street à Londres.

### Résidences des chefs de gouvernement en Afrique
- Palais Ménélik (Addis-Abeba), résidence du Premier ministre d'Éthiopie
- Primature de la république de Guinée, résidence du Premier ministre de Guinée
- Palais de Mahazoarivo (Antananarivo), résidence du Premier ministre de Madagascar
- Primature du Sénégal, résidence du Premier ministre du Sénégal
- Dar El Bey (Tunis), résidence du chef du gouvernement tunisien

### Résidences des chefs de gouvernement en Amérique
- 24, promenade Sussex (Ottawa), résidence du Premier ministre canadien

### Résidences des chefs de gouvernement en Asie
- Panchavati (New Delhi), résidence du Premier ministre indien
- Beit Aghion (Jérusalem), résidence du Premier ministre israélien
- Kantei (Tokyo), résidence du Premier ministre japonais

### Résidences des chefs de gouvernement en Europe
- Chancellerie fédérale (Berlin), résidence du chancelier de la république fédérale d'Allemagne
- Palais du gouvernement (Erevan), résidence du Premier ministre arménien
- Ballhausplatz 2 (Vienne), résidence du chancelier fédéral autrichien
- Lambermont (Bruxelles), résidence du Premier ministre belge, le siège officiel du gouvernement étant au 16, rue de la Loi
- Marienborg (Lyngby-Taarbæk), résidence du Premier ministre danois
- Palais de la Moncloa (Madrid), résidence du Président du gouvernement espagnol
- Maison Stenbock (Tallinn), résidence du Premier ministre estonien
- Kesäranta (Helsinki), résidence du premier ministre finlandais
- Hôtel de Matignon (Paris), résidence du Premier ministre français (résidence secondaire : château de Souzy-la-Briche)
- Villa Maximos (Athènes), résidence du Premier ministre grec
- Palais Chigi (Rome), résidence du président du Conseil italien
- Refuge Saint-Maximin (Ville de Luxembourg), résidence du Premier ministre luxembourgeois
- Palais du gouvernement (Skopje), résidence du Président du gouvernement de Macédoine
- Inkognitogata 18 (Oslo), résidence du Premier ministre norvégien
- Catshuis (La Haye), résidence du Premier ministre néerlandais
- Manoir de São Bento (Lisbonne), résidence du Premier ministre portugais
- Palais de la Victoire (Bucarest), résidence du Premier ministre de Roumanie
- Maison-Blanche (Moscou), résidence du Président du gouvernement russe
- 10 Downing Street (Londres), résidence du Premier ministre britannique (résidence secondaire : Chequers)
- Maison Sager (Stockholm), résidence du Premier ministre suédois, les bureaux se situant dans le Rosenbad
- Villa Kramář (Prague), résidence du président du gouvernement tchèque

### Résidences des chefs de gouvernement en Océanie
- The Lodge (Canberra), résidence du Premier ministre australien (résidence secondaire : Kirribilli House)
- Premier House (Wellington), résidence du Premier ministre néo-zélandais
- Maison rouge (Honiara), résidence du Premier ministre des îles Salomon

## Palais nationaux
La notion de « palais national » ou « State Residence » s'applique parfois à d'anciennes résidences officielles, mais dont l'usage n'est qu'épisodique voire révolu. C'est le cas notamment de certains palais nationaux français, tels le château de Compiègne ou celui de Fontainebleau, qui ne sont plus utilisés, sauf en de très rares occasions comme des sommets internationaux.
Certaines parties du château de Versailles sont encore utilisées officiellement : La Lanterne, résidence d'État depuis 1818, affectée au Premier ministre français depuis 1959, et actuellement au président de la République (depuis 2007) ; le Grand Trianon, qui sert actuellement de résidence aux chefs d'État étrangers en visite officielle ; et le Congrès du Parlement français, dans l'aile ouest.

## Ambassades et consulats
Dans les représentations étrangères, un bâtiment ou plusieurs ensembles sont acquis ou loués par les États pour y établir leurs services diplomatiques. Ils peuvent servir de résidence officielle d'un chef d'État ou d'un monarque en visite officielle.